# Невиньский, Михал
Михал Невиньский (пол. Michal Niewinski; род. 12 июля 2003 года, в г.Белосток, Польша)  — польский спортсмен в шорт-треке. Участник зимних Олимпийских игр 2022 года, двукратный бронзовый призёр чемпионатов мира, 5-кратный призёр чемпионатов Европы. Выступает за клуб "LKS Juvenia Białystok" (Белосток).

## Спортивная карьера
Михал Невиньский родился в городе Белосток, где и встал впервые на коньки в возрасте полутора лет, когда его родители взяли вместе со старшими братьями на каток. Заниматься шорт-треком он начал в возрасте 5-ти лет на местном катке под руководством тренера Дарека Кулеша. Уже в 2011 году Михал участвовал в своих первых соревнованиях, а в 2014 году участвовал на чемпионате Польши среди юниоров и занял 3-е место в забеге на 500 м.
В течение пяти лет он набирался опыта, побеждал в различных польских соревнованиях юниоров и в 2019 году впервые участвовал на чемпионате Польши среди взрослых. В 2020 году дебютировал на чемпионате мира среди юниоров в Бормио. В октябре того года Михал занял 2-е место в забеге на 1000 м на чемпионате Польши, после чего его пригласили в сборную. В марте 2021 года на чемпионате мира в Дордрехте он занял только 27-е место в сумме многоборья.
В сезоне 2021/22 дебютировал на Кубке мира, а в октябре и ноябре 21-го года прошёл квалификацию на Олимпиаду 2022. В феврале 2022 года на  
зимних Олимпийских играх в Пекине Михал занял 11-е место в смешанной эстафете и 31-е в беге на 1500 м. В марте участвовал на чемпионате мира среди юниоров в Гданьске и занял лучшее 4-е место в забеге на 1000 м, а через месяц на чемпионате мира в Монреале стал 29-м в многоборье. В декабре 2023 года на этапе Кубка мира в Алма-Аты он впервые попал на подиум, заняв 3-е место в смешанной эстафете.
В январе 2023 года на дебютном чемпионате Европы в Гданьске в составе мужской эстафетной команды выиграл бронзовую медаль. Лучшее 10-е место в индивидуальной гонке он занял на дистанции 1000 м. Через две недели на чемпионате мира среди юниоров в Дрездене Михал стал чемпионом мира на дистанции 500 м, выиграл бронзовую медаль в беге на 1000 м и занял 4-е место в беге на 1500 м. Он стал первым поляком, выигравшим юниорский чемпионат мира. На чемпионате мира в Сеуле занял 6-е место в смешанной эстафете и 8-е в мужской эстафете.
В 2024 году на чемпионате Европы в Гданьске завоевал серебряную медаль в смешанной эстафете и бронзовую в мужской эстафете, а на дистанции 500 м занял 5-е место. В феврале на Кубке мира в Гданьске вместе с командой взял бронзу в эстафете и в беге на 500 м. 17 марта завоевал бронзовую медаль в мужской эстафете на чемпионате мира в Роттердаме. В беге на 1000 м занял 8-е место.